# SS-Heimwehr Danzig

SS-Heimwehr Danzigs fana.

SS-Heimwehr Danzig eller Heimwehr Danzig var en SS-enhet som inrättades i Fria staden Danzig den 20 juni 1939 efter beslut av Danzigs senat. I SS-Heimwehr Danzig ingick även delar av SS-Wachsturmbann Eimann. Enheten upplöstes den 30 september 1939, då den införlivades med 3. SS-Panzer-Division Totenkopf.
SS-Heimwehr Danzig förövade ett antal massakrer mot den polska befolkningen, bland annat i byn Książki.